# تخت‌زیوه‌تباران
تخت‌زیوه‌تباران (نام علمی: Placozoa) نام یک شاخه از حوزه یوکاریوت است.
تخت‌زیوه‌تباران شاخه‌ای نادر از جانوران دریازی دو تا سه میلی‌متری هستند که بدنی صفحه‌مانند دارند و فاقد تقارن و اندام و دستگاه عضلانی و عصبی هستند.